# Deimachos (Thessaler)
Deimachos (altgriechisch Δηίμαχος Dēímachos, auch lateinisch und deutsch Deḯmachos) ist in der griechischen Mythologie ein Thessaler aus der Stadt Trikka. Auf Grund dieser geographischen Verankerung gehört er möglicherweise zum sagenhaften Volksstamm der Lapithen.
Deimachos hat die drei Söhne Deileon, Autolykos und Phlogios, die den Herakles auf seinem Zug gegen die Amazonen begleiten. Als sie unterwegs von Herakles getrennt werden, lassen sie sich am Halys in der Nähe von Sinope nieder. Von dort werden sie von den vorbeifahrenden Argonauten mitgenommen.